# Neil Leach
Neil Leach es arquitecto y teórico de la arquitectura británico. Ha dado clases en la Universidad de Bath, la Architectural Association, Universidad de Nottingham, la Universidad de la Columbia, la Universidad de Cornell, el SCI-Arc, la Academia Real Danesa de Arte y el Instituto de Arquitectura de Dessau. Fue co-curador (con Xu Wei-Guo) de la exposición A2 de Arquitectura de Vanguardia en la Bienal de Arquitectura de Beijing 2004, y de la exposición Talentos Emergentes, Tecnologías Emergentes de la Bienal de Arquitectura de Beijing 2006.
La posición de Leach respecto a la teoría arquitectónica fue primero establecida en “Rethinking Architecture” (1997). Con un prólogo de Leach, el libro contiene una selección de conocidos textos sobre arquitectura escritos por pensadores dentro de la Filosofía Continental, que van de la Hermenéutica y la Fenomenología al Estructuralismo y la Deconstrucción. Entre los autores incluidos están: Jacques Derrida, Martin Heidegger, Umberto Eco y Andrew Benjamín. Aunque no contiene ninguna contribución sobre feminismo, cultura homosexual, o identidad étnica, lo que la selección intenta representar es un replanteamiento de la práctica arquitectónica; haciéndola una actividad crítica, y no simplemente aceptando el paradigma existente, al mismo tiempo que coloca a la arquitectura dentro del reino de estudios culturales.